# Seid Habtamu
Yosef Tarekegn (Jima, 5 de abril de 1998) es un futbolista etíope que juega en la demarcación de portero para el Awassa City F. C. de la Liga etíope de fútbol.

## Selección nacional
El 19 de marzo de 2023 hizo su debut con la selección de fútbol de Etiopía en un encuentro amistoso contra Ruanda que finalizó con un resultado de 1-0 tras el gol de Kenean Markneh.

## Clubes
| Club               | País    | Año       | Partidos | Goles |
| ------------------ | ------- | --------- | -------- | ----- |
| Arba Minch City FC | Etiopía | 2018-2019 |          |       |
| Jimma Aba Jifar FC | Etiopía | 2019-2020 | 12       | 0     |
| Welayta Dicha FC   | Etiopía | 2020-2021 | 4        | 0     |
| Wolkite City FC    | Etiopía | 2021-2022 | 16       | 0     |
| Adama City FC      | Etiopía | 2022-2024 | 47       | 0     |
| Awassa City F. C.  | Etiopía | 2024-     |          |       |